# Philenora placochrysa
Philenora placochrysa är en fjärilsart som beskrevs av Turner 1899. Philenora placochrysa ingår i släktet Philenora och familjen björnspinnare. Inga underarter finns listade i Catalogue of Life.